# Chestiunea Zilei
Chestiunea Zilei a fost o emisiune de televiziune difuzată la Pro TV și produsă de Media Pro Pictures din Buftea între 1996-2000 și 2004 în Teatrul Giulești. A fost difuzat și pe Tele 7 abc între 2002 și 2003. Emisiunea era un talk show de tipul late-night, similar formatului american al emisiunii lui Jay Leno.
Inițiată și prezentată de Florin Călinescu sub forma unei satire politice, aceasta dezbătea cele mai importante evenimente care au avut loc în România acelor ani. Un studiu din 1997 arată că o mare parte din program a fost dedicată relației dintre guvern și instituțiile publice care asupresc cetățeanul. Aceasta atrăgea atenția asupra defectelor clasei politice, moderatorul având rolul „opiniei publice”. A avut un rol important și în campaniile electorale, precum cea a alegerilor pentru Primăria Capitalei din 2000.
A avut ca invitați mai multe personalități printre care se numără politicieni (Emil Constantinescu, Traian Băsescu), actori (Adrian Paul (Highlander), Larry Hagman (Dallas), regizorii Franco Zeffirelli și Emir Kusturica, Goran Bregovici și fotomodele precum Jaime Bergman și Claudia Schiffer. A fost lider de audiență de mai multe ori, având o cotă de 31,7% în ediția din 26 martie 1999 și 24,4% în cea din 3 aprilie 1999. Emisiunea este cunoscută și pentru scenetele umoristice în care oamenii „devin inamicii instituțiilor care ar trebui să-i servească”:pp. 48 și „lipsa de reacție a acestora față de practicile represive ale instituțiilor”. Mai mulți actori au debutat în televiziune odată cu Chestiunea Zilei: Dragoș Moștenescu, Emil Mitrache, Radu Rupiță (care ulterior au jucat în La Bloc), Toni Ionescu, Grig Chiroiu (Trăsniții).
Popularitatea emisiunii este reflectată și-n filmul Filantropica (2002), în care eroul ajunge în emisiune după ce e bătut de un ospătar și se plânge de salariul de profesor. 
În 2014, Călinescu anunța că dorea să readucă pe micul ecran Chestiunea Zilei, însă discuțiile nu s-au concretizat. În anul 2016, Călinescu anunță din nou că dorește se pare să readucă Chestiunea Zilei pe micul ecran, dar planurile au fost oprite iar.

## Distribuție
Din acest show au făcut parte:
- Florin Călinescu - a renunțat la emisiune dar a mai apărut la emisiunile sportive, a mai apărut la Pro TV pentru scurtă vreme el a prezentat  Procesul Etapei și înainte de Chestiunea Zilei a mai prezentat și Cartea Poștală Pro Nato și Ora 7 Bună Dimineața, s-a întors la Pro TV pentru Tanti Florica.
- Augustin Julea - s-a mutat pe TVR 1.
- Grig Chiroiu[19] - a părăsit emisiunea pentru Trăsniți în Nato, unde activează și în prezent.
- Dragoș Moștenescu[16] - a părăsit emisiunea pentru La Bloc.
- Emil Mitrache[16] - a părăsit emisiunea pentru La Bloc.
- Valentin Rupiță - a părăsit emisiunea pentru Meseriașii.
- Radu Rupiță - a părăsit emisiunea pentru Meseriașii, iar după aceea în La Bloc.
- Mariana Rață - a vrut o singură apariție în această emisiune.
- Sorin Matei - a părăsit emisiunea pentru Meseriașii, după aceea în Tanti Florica.
- Bogdan Dumitrescu - a părăsit emisiunea pentru Trăsniți în Nato.
- Constantin Zamfirescu - a părăsit emisiunea pentru Trăsniți în Nato, unde a activat pana in 2018.
- Ilie Gâlea - a părăsit emisiunea pentru La Bloc.
- Toni Ionescu - a părăsit emisiunea pentru Trăsniți în Nato.
- Ciprian Fanaca - a părăsit emisiunea pentru Divertis.
- Constantin Cotimanis - a fost vocea Chestiunii Zilei.

Show-ul a apărut în 1996 și s-a terminat în 2005 părăsind aproape toți emisiunea pentru a juca în seriale.

## Episoade / Show-uri
- Chestiunea Zilei 1996 - Începutul
- Chestiunea Zilei 1996 - Nea Alecu Și Berbecu'
- Chestiunea Zilei 1996 - Clarvăzătorii
- Chestiunea Zilei 1996 - Țeapă lu' Toto
- Chestiunea Zilei 1996 - Istoria Universală A Votului
- Chestiunea Zilei 1996 - Scandalul Tarabelor
- Chestiunea Zilei 1996 - Bastos Și Bastoanele
- Chestiunea Zilei 1996 - Tribunalul Bolnavilor
- Chestiunea Zilei 1996 - Soldații Intră-n Nato
- Chestiunea Zilei 1996 - Grădinița Cu Program Redus
- Chestiunea Zilei 1996 - Aspirina Cât Chenzina
- Chestiunea Zilei 1997 - Copiii Vizitează Parlamentul
- Chestiunea Zilei 1997 - Paul Thomsen Se Întoarce
- Chestiunea Zilei 1997 - Privatizarea Încă O Transfuzie
- Chestiunea Zilei 1997 - Întâlnire Cu Presa
- Chestiunea Zilei 1997 - Să Strângem Cureaua
- Chestiunea Zilei 1997 - Remaniere Sub Clar De Lună
- Chestiunea Zilei 1997 - Primăria Confiscă Veniturile Prostituatelor Și Cerșetorilor
- Chestiunea Zilei 1997 - Ministrul MAI Își Sărbătorește Ziua De Naștere Prin Efectuarea Unor Controale Prin Țară
- Chestiunea Zilei 1997 - Corneliu Vadim Tudor A Intenționat Să Preia Puterea În Anul 1998 Prin Formarea Unei Alianțe Naționaliste
- Chestiunea Zilei 1997 - Fostul Bucătar Al Familiei Ceaușescu S-a Retras Și S-a Făcut Pastor
- Chestiunea Zilei 1997 - Funar Intenționează Să Pună La Intrarea În Cluj Mai Multe Inscripții Ce Ilustrează Limba Scoasă
- Chestiunea Zilei 1997 - S-a Emis Codul Deontologic Al Fotbalului Românesc
- Chestiunea Zilei 1997 - România Ocupă Locul 36 În Lume La Capitolul Corupție
- Chestiunea Zilei 1998 - Costi Răducănoiu În Arestul Poliției
- Chestiunea Zilei 1998 - Taxe, Impozite, Măriri Prețuri
- Chestiunea Zilei 1998 - Polițiștii
- Chestiunea Zilei 1998 - Noile Mașini Ale Poliției
- Chestiunea Zilei 1998 - Premierul A Fost Criticat De Către FMI Pentru Viteza Lentă A Privatizărilor Din România
- Chestiunea Zilei 1999 - Săptămâna Nebuniilor
- Chestiunea Zilei 1999 - Greva Profesorilor
- Chestiunea Zilei 1999 - Dosarele Informatorilor Securității
- Chestiunea Zilei 1999 - Scandal Pentru Un Nuc
- Chestiunea Zilei 1999 - Președintele A Tocat Conducerea Primăriei
- Chestiunea Zilei 1999 - Iliescu Se Vrea Din Nou La Cotroceni
- Chestiunea Zilei 1999 - Constantinescu Show
- Chestiunea Zilei 1999 - Divorț PNȚCD-PD
- Chestiunea Zilei 1999 - Vacanță În SUA
- Chestiunea Zilei 1999 - Zece Pași, Trei Pași
- Chestiunea Zilei 1999 - Prezentarea Noului Guvern Vasile
- Chestiunea Zilei 1999 - Remanierea De Catifea A Guvernului Vasile
- Chestiunea Zilei 1999 - Tocmeala Ordinară A Împărțirii Puterii După Algoritm
- Chestiunea Zilei 1999 - Colonelul Truțulescu În Studioul Pro TV
- Chestiunea Zilei 1999 - Telenovelele În Aeroport
- Chestiunea Zilei 1999 - Politicienii Doresc Schimbarea Conducerii De La Sidex Pentru A Putea Recupera Imensele Datorii Ale Combinatului
- Chestiunea Zilei 2000 - Jacquard Electronic
- Chestiunea Zilei 2000 - Andrei Gheorghe
- Chestiunea Zilei 2000 - Metin Cerchez Contra Radu Mazăre
- Chestiunea Zilei 2000 - La Familia
- Chestiunea Zilei 2000 - Florin Tudose
- Chestiunea Zilei 2000 - Adrian Mutu În Persoană
- Chestiunea Zilei 2000 - Mihaela Rădulescu
- Chestiunea Zilei 2000 - Mircea Dinescu
- Chestiunea Zilei 2000 - Balet
- Chestiunea Zilei 2004 - Claudia Schiffer
- Chestiunea Zilei 2004 - Adrian Năstase și Tony Blair Dezbat Problema Adrian Mutu